# Casa de Bernat Xanxo

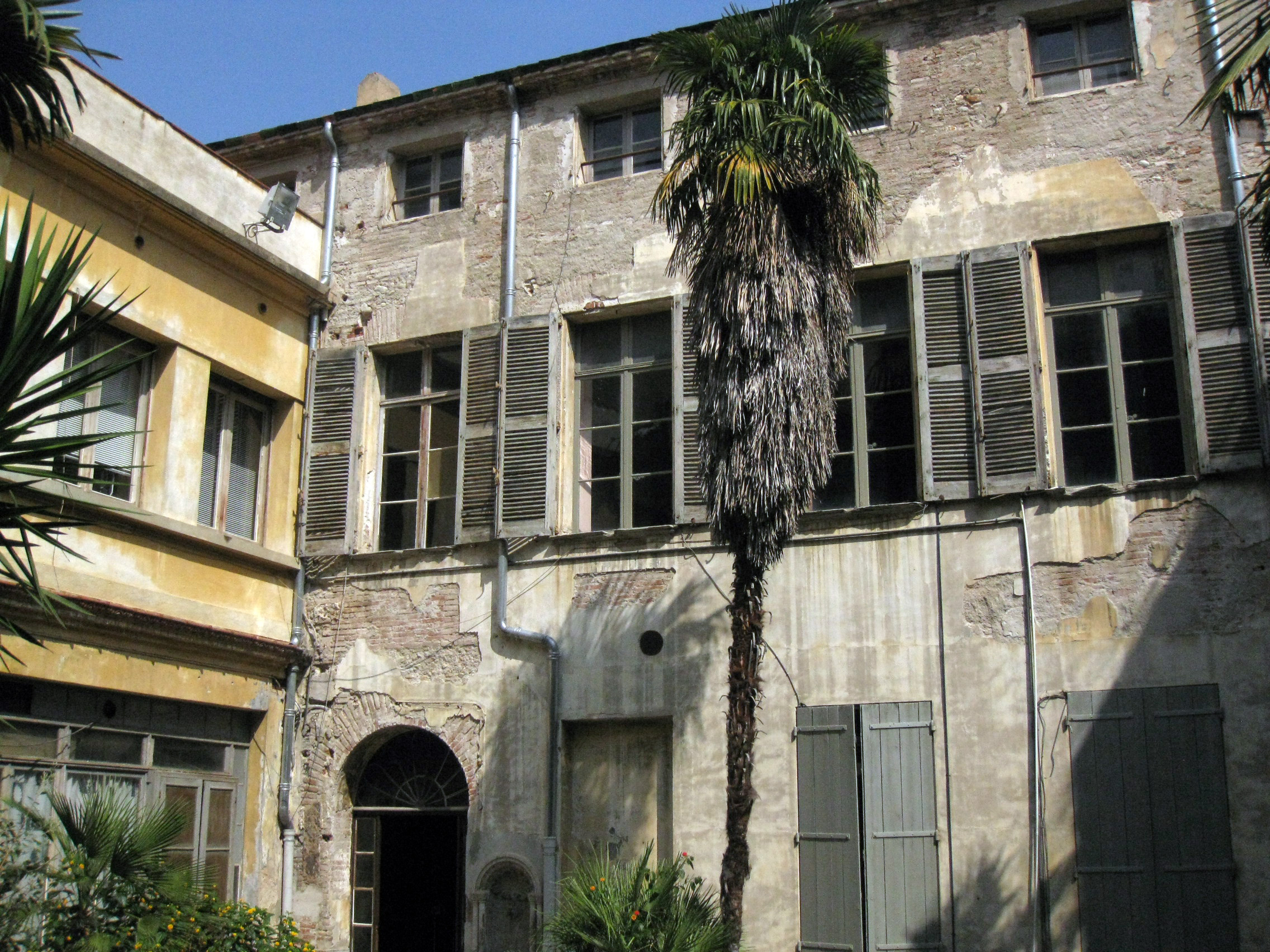
Galeria del pati

La Casa de Bernat Xanxo és una casa senyorial de la ciutat de Perpinyà, a la comarca del Rosselló (Catalunya del Nord).
Està situada en el número 8 del carrer de la Mà de Ferro, en el barri de Sant Joan. L'edifici està classificat com a Monument històric.
Construïda vers 1508 en l'estil català de l'època per Bernat Xanxo, un negociant de draps ric de la vila, ciutadà honrat de Perpinyà, la casa estava formada per magatzems, un soterrani amb volta i una gran sala de recepció en el pis. El conjunt no ha sofert gaires canvis, al llarg dels anys, però el segle xviii s'hi va incorporar una escala monumental. Malauradament, l'engrandiment de les finestres de la façana va provocar la desaparició d'una part del fris esculpit.

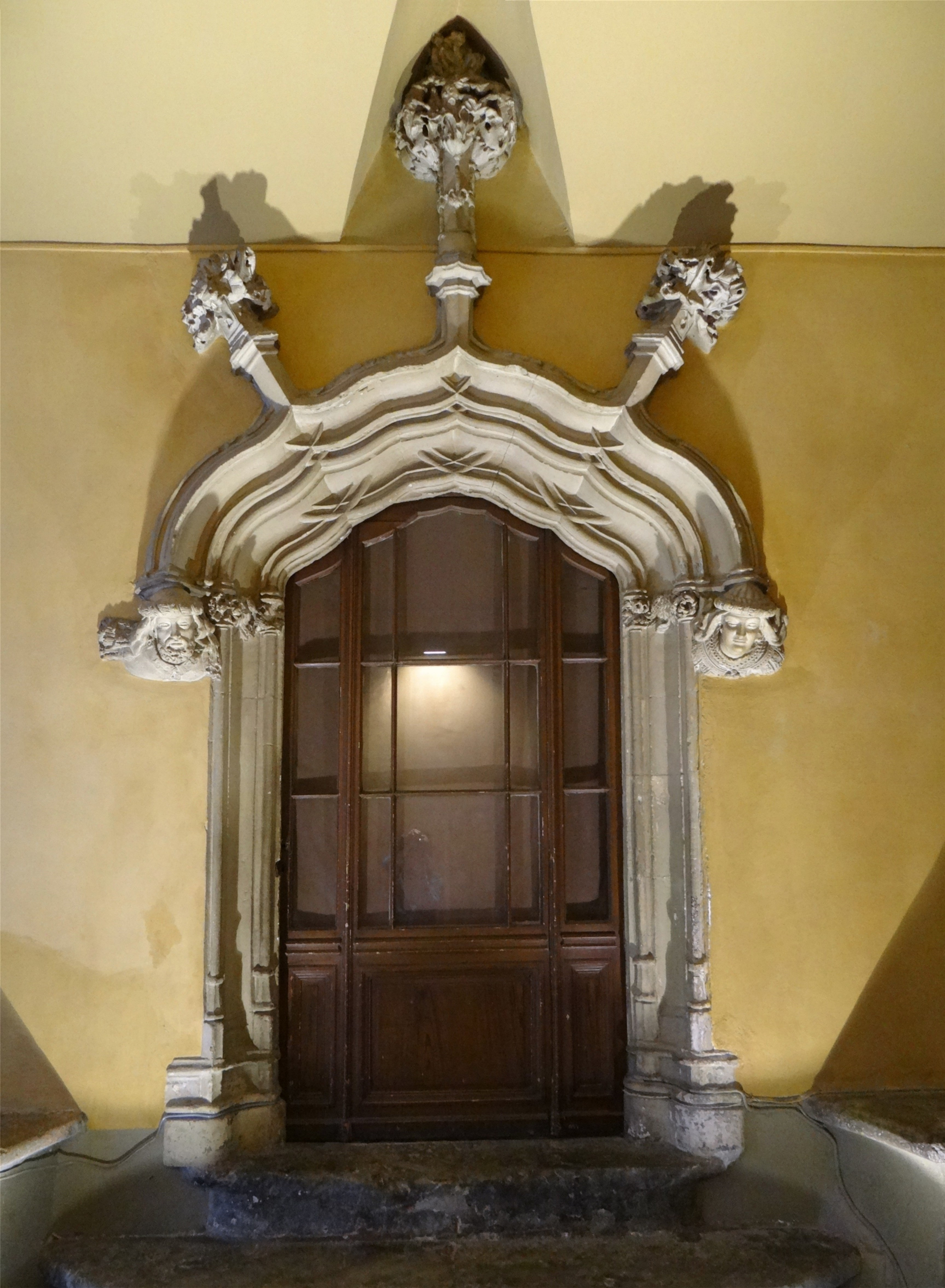
Porte sculptée dans le vestibule

L'any 2000 la ciutat de Perpinyà en va esdevenir propietària.
La casa presenta a la façana una portalada d'entrada de marbre esculpit, amb arquivolta i, a mitja alçada un fris dividit en dues parts que evoca els Set pecats capitals i l'infern, relligats per una corda, mentre que en el centre un crani descarnat representa el pas de la vida a la mort.